# Kraina geograficzna
Kraina geograficzna – określony teren, który ma własną nazwę oraz wyróżnia się swoistymi cechami fizycznogeograficznymi.

## Opis
Stosowane są różne podziały lądów na krainy, w zależności od tego, jakie cechy terenu uzna się za istotne; dlatego też w różnych źródłach geograficznych (podręcznikach, atlasach, opracowaniach naukowych) można znaleźć rozbieżne podziały na krainy geograficzne. Mimo to geografowie starają się wypracować w miarę jednolity podział i nazewnictwo krain, stąd obecnie istnienie wielu z nich zostało powszechnie zaakceptowane i nie podlega dalszej dyskusji.
Krainy geograficzne uważane są zwykle za jednostki większe obszarowo niż regiony.